# Hyposoter reunionis
Hyposoter reunionis är en stekelart som först beskrevs av Pierre L. G. Benoit 1957.  Hyposoter reunionis ingår i släktet Hyposoter och familjen brokparasitsteklar. Inga underarter finns listade i Catalogue of Life.